# Christopher R. Barnes
Pour les articles homonymes, voir Barnes.
Christopher Richard Barnes (1940-) est un paléontologue canadien.
En 1967, il décrit un assemblage de conodontes, qu'il assigne au genre de formes Belodina Ethington à partir de quatre éléments de la formation de Cobourg datant de l'Ordovicien moyen (du groupe de Trenton) située à Ottawa, au Canada.

## Publications
- (en) Barnes C.R., 1967. A Questionable Natural Conodont Assemblage from Middle Ordovician Limestone, Ottawa, Canada. Journal of Paleontology; volume 41, numéro 6, pages  1557–1560 (lire en ligne sur JSTOR) .
- (en) Johns M.J., Barnes C.R. & Orchard M.J., 1997. Taxonomy and biostratigraphy of Middle and Late Triassic elasmobranch ichthyoliths from north Eastern British Columbia. Geological Survey of Canada, Bulletin 502, pages 1–235.